# Bendik Kaltenborn
Ne doit pas être confondu avec Kaltenborn.
Bendik Kaltenborn (né le 1er septembre 1980) est un auteur de bande dessinée norvégien. Il a étudié à la faculté des arts d'Oslo.

## Distinction
- 2006 : Prix Sproing de la meilleure bande dessinée norvégienne pour Seks sultne menn
- 2010 : Prix Sproing de la meilleure bande dessinée norvégienne pour Bendik Kaltenborn vous veut du bien